# Jiří Horník
Jiří Horník (5. září 1916, Libice nad Doubravou – 30. dubna 1961, Praha) byl český malíř figuralista, grafik, ilustrátor a vysokoškolský pedagog, profesor Akademie výtvarných umění v Praze, představitel expresionismu, fauvismu a socialistického realismu.

## Život
Nejprve studoval soukromě malbu a kresbu u Rudolfa Vejrycha. Po té byl přijat na Akademii výtvarných umění v Praze, kde absolvoval přípravku u prof. Josefa Loukoty a následně v letech 1935–1939 monumentální malbu v ateliéru Willyho Nowaka. Studia oficiálně završil až po znovuotevření vysokých škol v roce 1945 u prof. Jakuba Obrovského. V letech 1947–1948 absolvoval pro jeho tvorbu důležitý studijní stipendijní pobyt na École des Beaux-Arts v Paříži u profesora Nicolase Unterstellera (1900-1967). Postupně maloval v Paříži, Bretani, Normandii a na Korsice. V roce 1948 vystavoval na mezinárodní výstavě studentů v Maison Monaco v Paříži. Ve Francii a následně po návratu do Prahy maloval poučen francouzským fauvismem. Stal se asistentem v ateliéru monumentální malby AVU, kde byl v roce 1958 jmenován profesorem. V roce 1956 absolvoval studijní cestu po Holandsku.
Od roku 1946 byl členem Umělecké besedy, později Svazu československých výtvarných umělců a od roku 1958 Tvůrčí skupiny Říjen.
Byl ženatý, manželka Zdeňka (Psůtková) Horníková, měli jedinou dceru Evu.

## Dílo
Věnoval se krajinomalbě, figurálním kompozicím, portrétům i malbě zátiší. Jeho spontánnímu přednesu po technické stránce nejvíce vyhovavala tempera na papíře. Rané olejomalby z období předválečného studia na Akademii navazují na české české krajináře malíře Vysočiny (např. U rybníka), vyznačují se však dynamickou kompozicí. 
Za druhé světové války tíhl k sociálním tématům v expresionistickém podání (např. Česající se, Portrét matky a Pieta - útrapy války). Nelze nevzpomenout kontext s díly jeho spolužáků ze speciálky prof. V. Nowaka, zejména pak Františka Jiroudka, Karla Součka a slovenských autorů Petera Matějky a Evžena Nevana.
Vynikající úroveň mají jeho tempery ovlivněné fauvismem z období studia ve Francii (1947 až 1948), např. často reprodukovaná Katedrála v Chartres, Most přes Seinu, Kavárna, Bastia na Korsice, Domky v Bretani (Brignogan), Etretat I a II. Za pozornost stojí i interiérová zátiší z tohoto období s charakteristickou francouzskou lehkostí přednesu, např. St. Raphael.
Z portrétní tvorby významných osobností nelze nevzpomenout Portrét Františka Tichého a Portrét dr. V. V. Štecha. Portrét malíře Josefa Peci se vyznačuje dynamickým výrazem a skizovitým zachycením sedící postavy, a to v technice oleje na plátně. Opakovaně portrétoval manželku Zdeňku, dceru Evičku a sestru Miladu. Výtvarně experimentoval se svými autoportréty.
Francouzské školení, malířský cit pro barvu a charakter postav mu umožnily se relativně se ctí vypořádat i s figurálními a industriálními motivy z Ostravska v období vrcholícího socialistického realismu, tj. v letech 1949 až 1954 (např. Z práce, Horník, Komínář, Brigádník na NHKG, Haldy a Pohled na Ostravu). Jiří Kotalík (1973) se k tomuto období vyjadřuje následovně: "Mnohé z prací, tehdy u nás vznikajících, jsou zapomenuty; ale obrazy Jiřího Horníka dodnes působí kresebnou a koloristickou úhrnností, uváženým rytmem plošného členění, nepředstíranou opravdovostí."
Temperou nebo kvašem ilustroval pohádky pro děti a dětskou beletrii, např. J. D. Konrád "Zpívající ryba a tuleň, který kouří", D. Šajner "Paměti ulíčnikovi", K. Herrmann "Skautské slovo", Fr. Sokol-Tůma "Povídky z pekla", V. Tůma "Válka rančerů", H. Hodačová "O vážce tanečnici", E. Turner "Marcelčino štěstí" a Guy de Maupassant "Neděle pařížského měšťáka". Technikou akvarelu ilustroval tři učebnice (čítanky) pro střední všeobecně vzdělávací školy. Grafické ilustrace jsou známy z časopisu Plamen z roku 1960.
Jeho dílo pozitivně hodnotili Jiří Šetlík a Miroslav Klivar ve Výtvarném umění a opakovaně ku příležitosti souborných výstav Jiří Kotalík. Několik oficiálních zakázek socialistického realismu, zejména portréty úderníků z ostravsko-karvinských dolů a milicionářů (v majetku městských galeriích v Praze, Karlových Varech, Ostravě a ve Slovenské národní galerii v Bratislavě), a jeho předčasná smrt byly příčinami jeho pozdějšího zapomnění.
Umělecká pozůstalost byla rozprodána roku 2021.

### Zastoupení ve sbírkách
- Národní galerie v Praze, obrazy Česající se (1943), Bretagne (1947), Most přes Seinu (1947), Podobizna děvčátka (1949), Úderník Benda (1949), Pohled na Ostravu (1952), Podobizna Fr. Tichého (1956), Vlastní podobizna (1956) a Praha z vltavského nábřeží (1958/59)
- Moravská galerie v Brně, obraz Hornický učeň (1949)
- Galerie hl. města Prahy, obrazy Portrét matky (1944) a Úderník Beránek (1950)
- Oblastní galerie Vysočiny v Jihlavě, obrazy Autoportrét (1942/43), Hornický učeň (1949) a Portrét dívky (1959)
- Krajská galerie výtvarného umění ve Zlíně, obrazy Akt (1942), Z Paříže (1947) a Kytice (1957)
- Galerie Středočeské kraje, obraz Libice (1955)
- Východočeská galerie v Pardubicích, obraz Švadlena
- Oblastní galerie Liberec, obraz Červen na Vysočině (1954)
- Muzeum Chotěboř, obrazy Jezero a Kytice

## Souborné výstavy
- 1947 - Jiří Horník: Obrazy z Francie, Umělecká beseda, Havlíčkův Brod
- 1950 - Jiří Horník: Výstava obrazů, Alšova síň Umělecké besedy, Praha (40 prací)
- 1956 - Jiří Horník: Obrazy a kresby 1943-1956, Galerie Českého fondu výtvarných umění, Praha (48 prací)
- 1961 - Jiří Horník: Obrazy a kresby, Městské muzeum, Chotěboř, Havlíčkův Brod
- 1973 - Jiří Horník: Výběr z díla, Mánes, Praha (109 prací)
- 1974 - Jiří Horník: Výběr z díla, Dům umění města Brna, Brno
- 1974 - Jiří Horník: Obrazy a kresby, Dům umění, Ostrava
- 1974 - Jiří Horník: Výběr z díla, Malinův dům, Havlíčkův Brod
- 1981 - Jiří Horník: Výběr z díla, Městské muzeum, Chotěboř, Havlíčkův Brod
- 1985 - XV. Nasavrcká paleta - Jiří Horník, Nasavrky
- 1986 - Jiří Horník: Obrazy, Oblastní galerie Vysočiny v Jihlavě, Jihlava

## Památka
Roku 1974 byla prof. Jiřímu Horníkovi odhalena bronzová pamětní plaketa na průčelí zámku v rodné Libici nad Doubravou.